# Tipula (Lunatipula) furiosa
Tipula (Lunatipula) furiosa is een tweevleugelige uit de familie langpootmuggen (Tipulidae). De soort komt voor in het Palearctisch gebied.